# Actone Records
Actone Records is een Brits platenlabel dat jazz van Britse groepen en musici uitbrengt. Het label werd opgericht door Don Burrell en Fred Fuller en is gevestigd in Londen.
Op het label is muziek uitgekomen van onder meer Terry Smith, Geoff Mason, Gillespiana Orchestra van Pete Long, Jim Richardson, en Don Burrell.